# Anticheta canadensis
Anticheta canadensis är en tvåvingeart som först beskrevs av Charles Howard Curran 1923.  Anticheta canadensis ingår i släktet Anticheta och familjen kärrflugor. Inga underarter finns listade i Catalogue of Life.